# 野瀬泰申
野瀬 泰申（のせ やすのぶ、1951年 - ）は、日本経済新聞特別編集委員、コラムニスト。福岡県久留米市出身。

## 来歴
福岡県立明善高等学校、東京都立大学法学部卒業。
1975年、日本経済新聞社入社。以降、社会部、金沢支局、西部支社、東京本社文化部と巡り、大阪本社文化担当部長、東京本社文化部編集委員、同生活情報部編集委員を歴任。
同一名称でも地域によって内容が違うこと（室蘭市、東松山市、今治市における「焼き鳥」等）、食べ物の地域性や独特な調理法・食べ方など、地域独特の食文化を「食の方言」と名づけ、それを題材にNIKKEI NETで読者との交流企画コラム「食べ物 新日本奇行」を2002年11月より2010年3月まで連載していた。日本経済新聞電子版の創刊に伴い、2010年3月より新コーナー「列島あちこち 食べるぞ! B級グルメ」がスタートする。
また、食品サンプルの研究者としても知られ、それについての著書もある。
2010年現在、B級ご当地グルメでまちおこし団体連絡協議会顧問。
2008年までは、日本レコード大賞の審査委員でもあった。

## 著書
- 『九州この土地この味』（日本経済新聞社）1993年1月 ISBN 9784532160814
- 『偏食アカデミー』（編著）（日本経済新聞社）1998年8月 ISBN 9784532162719
- 『秘伝｢たこ焼きの踊り食い｣』（三五館）1999年12月 ISBN 9784883201884
- 『食品サンプル観察学序説』（三五館）2001年3月 ISBN 9784883202218
- 『眼で食べる日本人－食品サンプルはこうして生まれた』（旭屋出版）2002年5月 ISBN 9784751103197
- 『全日本｢食の方言｣地図』（日本経済新聞社）2003年12月 ISBN 9784532164515
- 『ちゃぶニチュード!―日本全国マズイ店列伝』（幻冬舎文庫）2008年4月 ISBN 9784344411142
- 『天ぷらにソースをかけますか?―ニッポン食文化の境界線 』（新潮文庫）2008年12月 ISBN 9784101366517

## メディア出演
- あの年この歌〜時代が刻んだ名曲たち〜　(BSジャパン、2014年4月1日 - )   -コメンテーター
- 知る食うロード〜発見!食の景観〜（BSジャパン、2017年4月8日 - ） - 番組ナビゲーター